# Bercial de Zapardiel
Bercial de Zapardiel település Spanyolországban, Ávila tartományban.  Lakosainak száma 173 fő (2024).

## Népesség
A település lakosságának változását az alábbi diagram mutatja:
| Lakosok száma | 311  | 286  | 265  | 245  | 251  | 230  | 211  | 200  | 195  | 173  |
|               | 2001 | 2004 | 2006 | 2009 | 2011 | 2014 | 2016 | 2019 | 2021 | 2024 |